# Karatavites
Genre
Karatavites est un genre fossile d'insectes hyménoptères du sous-ordre des symphytes et de la famille éteinte des Karatavitidae. 
Les différentes espèces ont été trouvées dans des terrains datant du Jurassique en Chine et au Kazakhstan.
- †Karatavites angustus (type) - Kazakhstan
- †Karatavites junfengi - Chine
- †Karatavites medius - Chine et Kazakhstan
- †Karatavites ningchengensis - Chine